# Krewetka nakrapiana
Krewetka nakrapiana (Atyaephyra desmaresti) – gatunek krewetki słodko- i słonawowodnej, zamieszkujący pierwotnie region śródziemnomorski (południowa Europa i północna Afryka).
Ciało krewetki nakrapianej jest przezroczyste z pewną liczbą ciemnobrązowych plamek, długości do 3,5 cm u samic i 2,3 cm u samców (najmniejsza krewetka, występująca w Polsce). W Polsce znaleziona w 2001 r. w zachodniej odnodze dolnej Odry niedaleko Gryfina. Wcześniej notowana w licznych wodach niemieckich. Gatunek ten rozprzestrzenia się w Europie Zachodniej systemem kanałów, docierając do Dunaju, Belgii, Holandii i Niemiec.
Krewetką nakrapianą nazywa się też krewetkę bałtycką.